# Fib-Kongress
Der fib-Kongress für Frauen im Ingenieurberuf des VDI findet seit 1990 durchschnittlich alle zwei Jahre in Deutschland statt. Er wird im Wechsel von verschiedenen VDI Bezirksvereinen organisiert.

## Themen
Das Programm eines jeden fib-Kongresses hat jeweils unterschiedliche Schwerpunkte. Die wissenschaftlichen Beiträge erfolgen durch die Teilnehmerinnen.
Schirmherrinnen oder eingeladene externe Rednerinnen auf den fib-Kongressen sind im Allgemeinen ranghohe Politikerinnen wie Renate Schmidt, Christa Thoben, Ruth Wagner oder Petra Roth, die häufig die Eröffnungsrede halten. Ein weiterer Programmpunkt sind Firmenbesichtigungen oder andere Führungen, wie z. B. das Stadttheater Bielefeld das nach SIL 3 gebaut wurde.

## Geschichte

### Gründung und Struktur fib (Frauen im Ingenieurberuf)
"1960 wurde der VDI-Ausschusses Frauen im Ingenieurberuf 1964 unter anderem durch Ilse Knott-ter Meer gegründet.
„1982 gründete sich („[…]“) der Ausschuss "Frauen im Ingenieurberuf" (fib)"  („[…]“) neu.“ (Susanne Ihsen, Birgit Kampmann, Sabine Mellies: ...und kein bisschen leise!).
1993 gründet die VDI-Gliederung Beruf und Gesellschaft die zwei neuen Bereiche „Studenten und Jungingenieure“ und Frauen im Ingenieurberuf.

### Erste überregionale Zusammenkünfte
Das erste überregionale Treffen VDI-FIB fand 1989 zu Erfahrungen von Ingenieurinnen aus Ost- und Westdeutschland in Düsseldorf statt. Mit dem ersten fib-Kongress 1990 in Bad Homburg vor der Höhe wurde eine Kongressreihe gestartet, die zum Teil auch in Kooperation mit dem Deutschen Ingenieurinnenbund dib oder anderen Ingenieurinnenorganisationen stattfindet.

## Kongresshistorie
Der Kongress findet in wechselnden Städten im Allgemeinen im zweijährigen Rhythmus in Deutschland statt. An den letzten Kongressen nahmen jeweils mehr als 200 Ingenieurinnen teil. Die letzten Kongresse fanden in den folgenden Städten mit den beschriebenen Themengebieten statt.
- 2023 vom 15.–16. September 2023 in Bremen
- 2021 geplant war ursprünglich Hannover, wegen Covid-19 fand die Veranstaltung jedoch online statt – Themen: Unternehmertum, Digitalisierung und Nachhaltigkeit[2]
- 2018 Frankfurt – Thema: Digitalisiertes Leben[3]
- 2016 Berlin – Thema: Nachhaltigkeit und Innovation[4]
- 2014 Nürnberg – Thema: Energie mit den Schwerpunkten – Energie versus Technik, Umwelt und Mensch[5]
- 2012 Lübeck – Themen-Schwerpunkte: Technische Innovationen und deren Anwendungen in der Praxis, Energieeffizienz, Medizintechnik, Frauen in Beruf und Gesellschaft[6]
- 2009 Düsseldorf – Thema: 1st European Conference on Gender and Diversity in Engineering and Science[7]
- 2007 Bielefeld – Thema: Die fabelhafte Welt der Ingenieurinnen – Visionen für Technologie und Arbeitswelt[8][9]
- 2005 München – Thema: Frauen – Technik – Netzwerk[10]
- 2002 Frankfurt – Thema: Mehr Frauen in Führung und Verantwortung[11][12]
- 2000 Braunschweig – Thema: Women in Engineering Preparing the Future[13]
- 1998 Chemnitz – Thema: Innovation durch leistungsfähiges Anderssein, Anderssein durch leistungsfähige Frauen/Ingenieurinnen[14]
- 1996 Köln – Thema: Innovation in Wirtschaft und Technik[15]
- 1995 Stralsund – Thema: Ingenieurinnen und ihre Verantwortung für den Erfolg der Wirtschaft[16]
- 1994 Baunatal – Thema: Die Ingenieurin – integrationsfähig über Technikgrenzen?[17]
- 1993 Dresden – Thema: Technikentwicklung in Europa – Verantwortung für Ingenieurinnen
- 1992 Berlin
- 1991 Stuttgart – Thema: Der Ingenieurberuf – die Herausforderung für uns Frauen
- 1990 Bad Homburg vor der Höhe – Themen: Berufsanfang, Stellenwechsel, Selbstrepräsentation, Familie und Beruf sowie Frauen Netzwerke[18]